# Clubheim der Deutschen BP

BP Produktmarkenzeichen (von 1946 bis 1958)

Das Clubheim der Deutschen BP war von 1952 bis 1982 ein Ausstellungs- und Kulturzentrum in Hamburg-Harvestehude. Privater Träger war die BP Benzin und Petroleum GmbH, später die Deutsche BP AG.

## Geschichte
Gründer des Clubheims war der 1882 in Wien geborene Hans Ornstein, der im Zweiten Weltkrieg in der britischen Armee als Oberst diente. Nach dem Krieg wurde er Official Representative der BP-Gruppe und 1950 Geschäftsführer der neu gegründeten BP Benzin und Petroleum GmbH in Hamburg. Auf Veranlassung des kunstsinnigen Ornstein sollte in Hamburg ein Haus eingerichtet werden, das allen Mitarbeitern der BP in ihrer Freizeit für kulturelle Veranstaltungen und zur Ausübung ihrer Hobbys zur Verfügung stehen sollte. Der von Ornstein beauftragte junge Bildhauer Jörn Pfab (1925–1986) fand in der Hamburger Abteistraße 13 ein geeignetes Gebäude, das 1952 als Clubheim der Deutschen BP eröffnet wurde. Das Gebäude steht unter Denkmalschutz.
Das Clubheim sollte „Begegnung der Betriebsangehörigen außerhalb des Betrieblichen herbeizuführer durch außerbetrieblichen und überhaupt außerberufliche Katalysatoren – Spiel, Geselligkeit, Unterhaltung, Steckenpferde Bildung [um] tiefere als nur kollegiale Verbindungen zwischen den Menschen herzustellen.“
Zum Programm und Angebot des Clubheims gehörten Diskussionsabende, Vorträge, Sprachkurse und Ausstellungen von Gemälden, Zeichnungen und Plastiken, aber auch Musik- und Literaturkreise wurden eingerichtet. Pfab unterrichtete in einem Atelier im Dachgeschoss Zeichnen und Modellieren.

## Kunst im Clubheim
Auch mit der Organisation der Ausstellungen wurde Pfab beauftragt. Er zeigte anfangs Arbeiten von jungen Hamburger Künstlern seiner Generation. Später waren Berliner, süddeutsche und Künstler aus der Schweiz zu Gast. In den ersten 10 Jahren wurden 50 Ausstellungen gezeigt, die repräsentativ die inhaltlichen und formalen Auseinandersetzungen in der deutschen Nachkriegskunst widerspiegelten. Auf begleitenden Veranstaltungen wurde mit Museumsdirektoren und Kunsthistorikern über die Positionen  abstrakter, gegenständlicher und konstruktiver Kunst diskutiert. Die Ausstellungen des Clubheims standen auch dem Hamburger Publikum offen, die Presse berichtete regelmäßig.
1968 übernahm der Kunsthistoriker und Journalist Karl Graak das Ausstellungsprogramm des Clubheims und zeigte auch didaktische und Themenausstellungen. Ab 1975 betreute der Kunsthistoriker und Kunstsammler Carl Vogel, seit 1976 Präsident der Hamburger Hochschule für Bildende Künste (HfbK), die Konzeption der Ausstellung und der nun regelmäßig erscheinenden Kataloge. Er zeigte in der Folge vor allem druckgrafische Arbeiten der europäischen Avantgarde, stellte aber auch mit Alfred Kubin und Gerhard Marcks traditionelle Positionen vor. 1979 gab er einen Rückblick auf die Druckgrafik des deutschen Informel.

## Ausstellungen
- 1969 Lithographie: Kunst und Technik des Steindrucks, dargestellt an Arbeiten aus der Graphischen Anstalt Wolfensberger, Zürich (Katalog Heinz Spielmann)
- 1975 Sigmar Polke: Sämtliche grafischen Blätter (Katalog Carl Vogel)
- 1976 Gerhard Richter: Das grafische Werk; Paul Wunderlich: Das grafische Werk (Kataloge Carl Vogel)
- 1977 Antoni Tàpies: Lithographien und Radierungen (Katalog Antoni Tàpies und Carl Vogel)
- 1977 Von Antes bis Wunderlich: Kunst im Clubheim, eine Retrospektive zum 25-jährigen Bestehen des BP-Clubheims
- 1978 Victor Vasarely: Grafik; Josef Albers: Grafik, Jean Dubuffet  (Kataloge Carl Vogel)
- 1979 Druckgrafik des deutschen Informel (Katalog Carl Vogel)
- 1981 Rupprecht Geiger, Grafik (Katalog Carl Vogel)
- 1982 Isländische Druckgrafik; Eduardo Paolozzi; Peter Phillips; Georg Gresko: Druckgrafik

## Kataloge
- Fren Förster (Hrsg.), Gottfried Sello (Text): moderne kunst im clubheim, Zum 10-jährigen Jubiläum,  Deutsche BP – Clubheim, Hamburg 1962
- Eberhard Freitag, Carl Vogel: Sigmar Polke: Sämtliche grafischen Blätter, Deutsche BP – Clubheim, Hamburg 1975
- Horst Janssen: Selbstportraits. Fünfzig zum fünfzigsten Geburtstag aus der Sammlung Carl Vogel. Deutsche BP – Clubheim, Hamburg 1979.
- Bettina Reichert-Facilides: Alfred Kubin (1877–1959), Zeichnungen und Grafik, Deutsche BP – Clubheim, Hamburg 1981